# Willie Park, Sr.
Pour les articles homonymes, voir Willie Park.
Willie Park, Snr. né le 30 juin 1833 et décédé le 25 juillet 1903 était un golfeur écossais. Il a été l'un des premiers professionnels de golf.
Park est né à Musselburgh (Écosse). Comme tous les autres professionnels de golf, il a débuté en tant que caddie puis se mit à la fabrication de balle en gutta-percha et enfin à la fabrication de clubs. Ses plus sérieux rivaux à son époque furent Old Tom Morris, Willie Dunn et Allan Robertson. Willie Park a remporté quatre Opens britanniques dont le premier en 1860, ses autres victoires ont lieu en 1863, 1866 et 1875.
Il fait partie d'une famille dont plusieurs autres membres ont laissé leurs traces dans l'histoire du golf, tel que son frère Mungo Park (vainqueur de l'Open britannique en 1874) et son fils Willie Park, Jr. (vainqueur de l'Open britannique en 1887 et 1889).

## Palmarès
- Vainqueur de l'Open britannique : 1860, 1863, 1866 et 1875.